# Woodville (Floride)
Pour les articles homonymes, voir Woodville.
Woodville est une census-designated place du comté de Leon, dans la région de Big Bend, en Floride.

## Géographie
D'après le bureau du recensement des États-Unis, sa superficie est de 16,6 km2.

### Démographie
Au recensement de 2010, la population était de 2 978 habitants, avec 1 182 ménages et 855 familles résidentes. La densité était de 180,5 hab/km2.
La répartition ethnique était de 79,34 % d'Euro-Américains et 18,3 % d'Afro-Américains. Le revenu moyen par habitant était de 19 915 dollars avec 10,7 % sous le seuil de pauvreté.
| 2000  | 2010  | - | - | - | - |
| ----- | ----- | - | - | - | - |
| 3 010 | 2 978 | - | - | - | - |

## Source
- (en) Cet article est partiellement ou en totalité issu de l’article de Wikipédia en anglais intitulé « Woodville, Florida » (voir la liste des auteurs).